# The Devil (film, 1915)
Pour les articles homonymes, voir The Devil.
Pour plus de détails, voir Fiche technique et Distribution.
The Devil est un film muet américain réalisé par Reginald Barker et Thomas H. Ince, sorti en 1915.

## Fiche technique
- Titre : The Devil
- Réalisation : Reginald Barker, Thomas H. Ince,
- Scénario : Thomas H. Ince, Charles Swickard, d'après le roman Az ördög (Le Diable) de Ferenc Molnár
- Producteur : Thomas H. Ince
- Société de production : New York Motion Picture
- Pays de production :  États-Unis
- Langue : Anglais
- Format : Noir et blanc — 35 mm — 1,33:1 — Muet
- Date de sortie : 
  - États-Unis : 1er avril 1915

## Distribution
- Bessie Barriscale : Isabella Zanden
- Arthur Maude : Harry Lang
- Rhea Mitchell : Milli
- Edward Connelly : le diable
- Clara Williams : Elsa
- J. Barney Sherry : Alfred Zanden